# Burg Landskron (Kärnten)

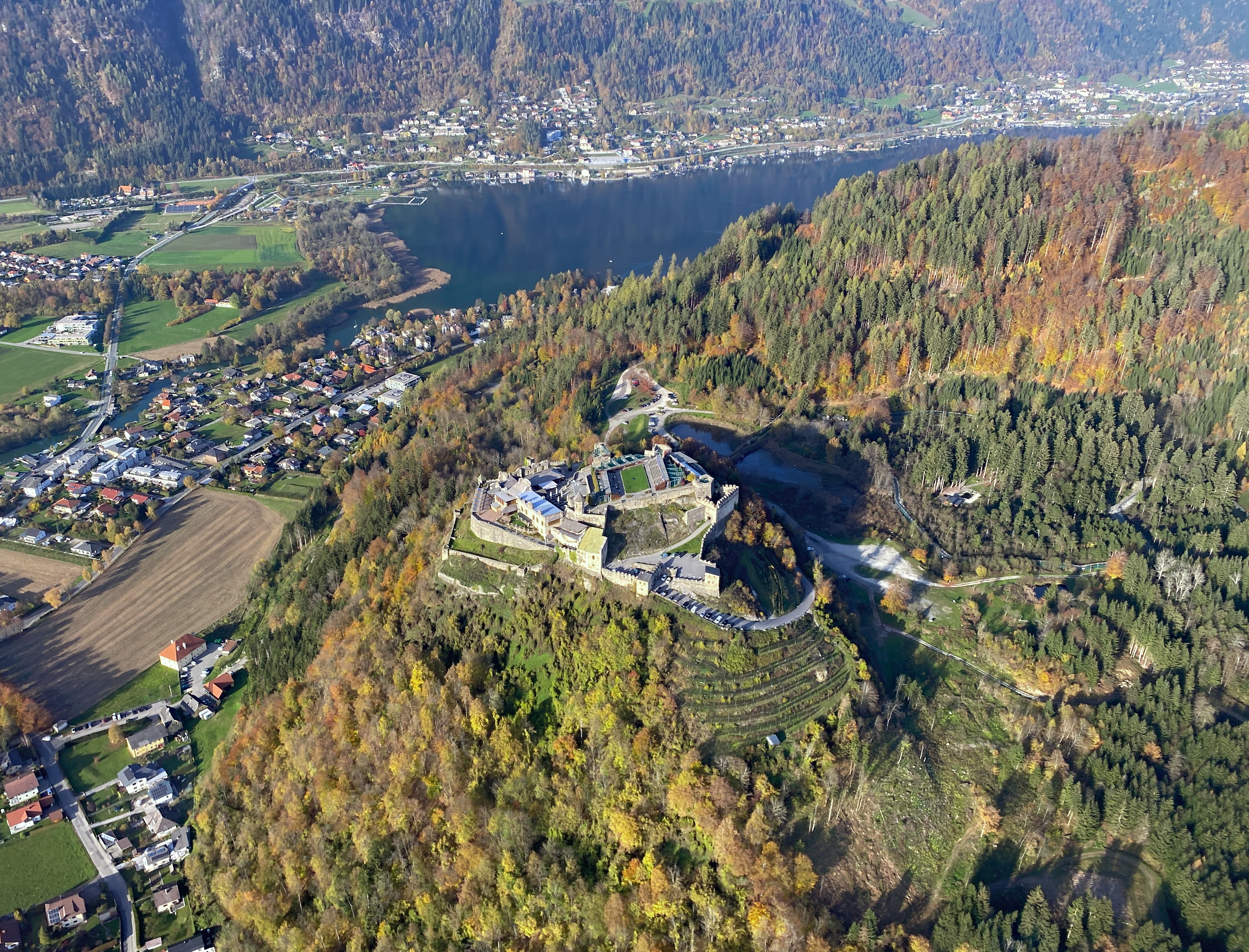
Luftaufnahme der Burg Landskron

Die Burg Landskron (slowenisch Grad Vajškra) ist eine Felsenburg nordöstlich von Villach am westlichen Beginn der Ossiacher Tauern auf dem Plateau eines Felskegels, der 135 m über der Ebene aufragt. Unterhalb des Burgfelsens liegt die Ortschaft St. Andrä am Westende des Ossiacher Sees, unweit des Villacher Ortsteiles Landskron.

## Geschichte
Es wurden Zeugnisse einer Besiedlung um 800 v. Chr. durch verschiedene Funde belegt wie Hügelgräber, Inschriftsteine und Schwerter – im Kronensaal der Burg eingemauert.
Im Jahre 878 erfolgte die urkundliche Erwähnung einer Schenkung des Besitzes an das bayerische Kloster Altötting. 1028 wurde Graf Ozzi bzw. seine Stiftung Ossiach Grundherr und unter den Grafen von Sternberg erfolgte der Bau eines Schlosses. 1330 kam es zum Verkauf der Herrschaft an die Grafen von Ortenburg. Am 25. Juli 1351 erfolgte die erstmalige urkundliche Nennung von Landskron.
Im Jahre 1355 kam es zum Wechsel auf die Habsburger und 1392 zu einer Verpfändung an den Grafen von Cilli. 1423 wird Andreas von Graben zu Sommeregg als cillischer Burggraf auf Landskron genannt. Von 1436 bis 1447 gehörte die Burg den Herren von Stubenberg. 1511 erfolgte eine Schenkung an den Sankt-Georgs-Ritterorden durch Kaiser Maximilian I. 1542 – nach dem Brand des Schlosses – erfolgte kein Wiederaufbau. Im selben Jahr erwarb Christoph Khevenhüller die Burg und ab 1543 führte die Familie das Prädikat „von Landskron“. Die Burg avancierte zum Stammsitz der Khevenhüller und wurde von ihnen ausgebaut. Um 1600 war Landskron ein prunkvoller Herrensitz der Renaissance und hatte eine doppelte Ringmauer mit sieben Türmen. Sie galt als ein Zentrum des gesellschaftlichen Lebens des Landes. 1552 kam es zum Besuch durch Kaiser Karl V. Nach der Beschlagnahmung des Schlosses im Zuge der Enteignung des protestantischen Adels 1628 erfolgte 1639 der Erwerb durch Graf Dietrichstein.
Aufgrund seiner exponierten Lage kam es mehrmals zu Bränden infolge von Blitzschlägen (Anfang 16. Jahrhundert, 1542, 1585 und 1812). Nach dem letzten Brand wurde das Dach nicht mehr instand gesetzt und das Gebäude dem Verfall preisgegeben.
Im Jahre 1914 stürzte der Wartturm ein.
Im Jahre 1953 erfolgte eine Revitalisierung durch Hans Maresch. Teile der Anlage wurden seitdem als Restaurant genutzt. Die Burg wird heute touristisch genutzt. Hier befindet sich die Adlerarena Burg Landskron, wo im Sommerhalbjahr öffentliche Greifvogelschauen abgehalten werden.
Im Jahre 2023 wurde die Burg Landskron bei der ORF-Fernsehsendung 9 Plätze – 9 Schätze zum „schönsten Platz Österreichs“ gewählt.

## Galerie

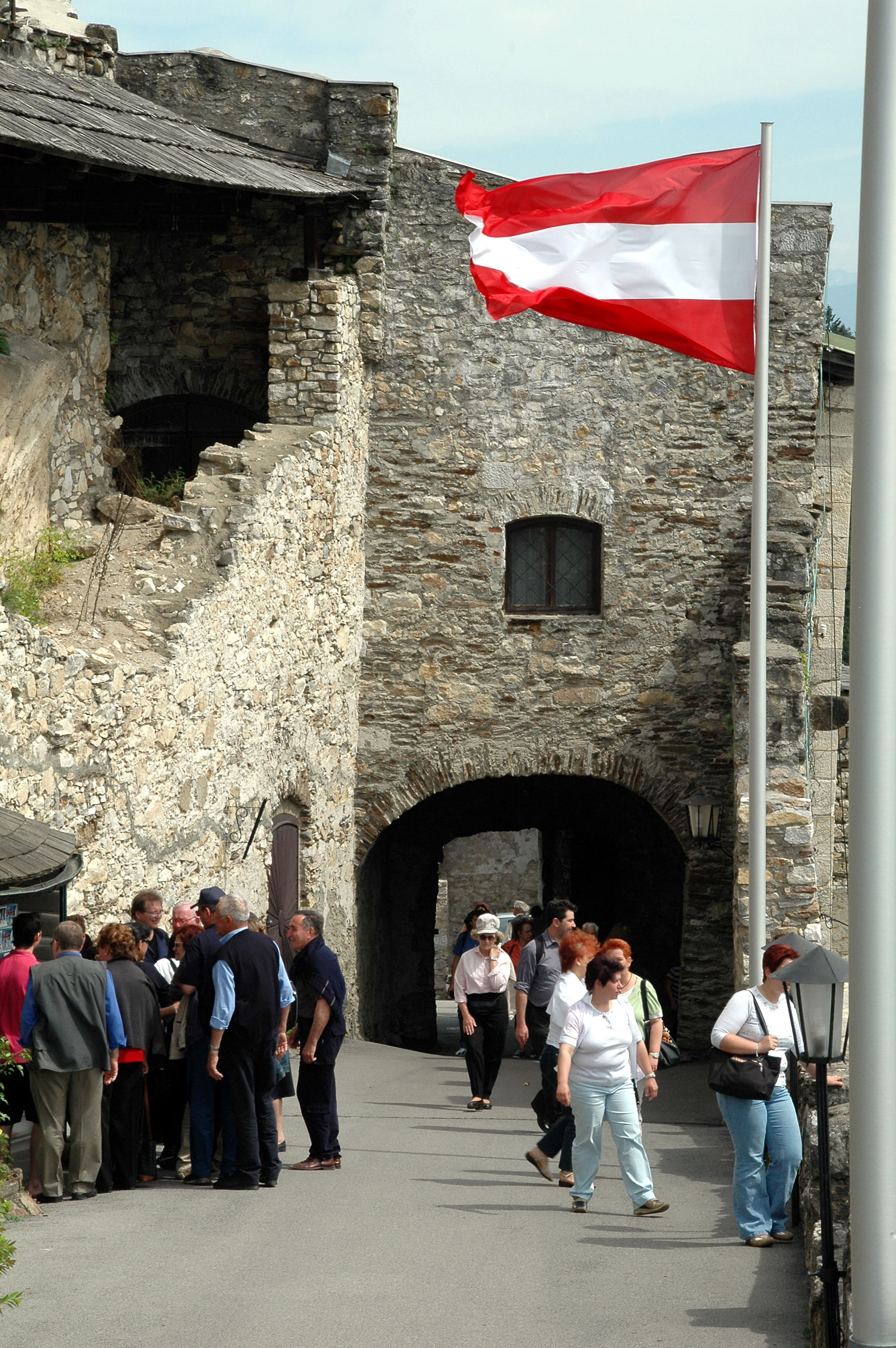
Eingangstor zur Burgruine Landskron (2006)
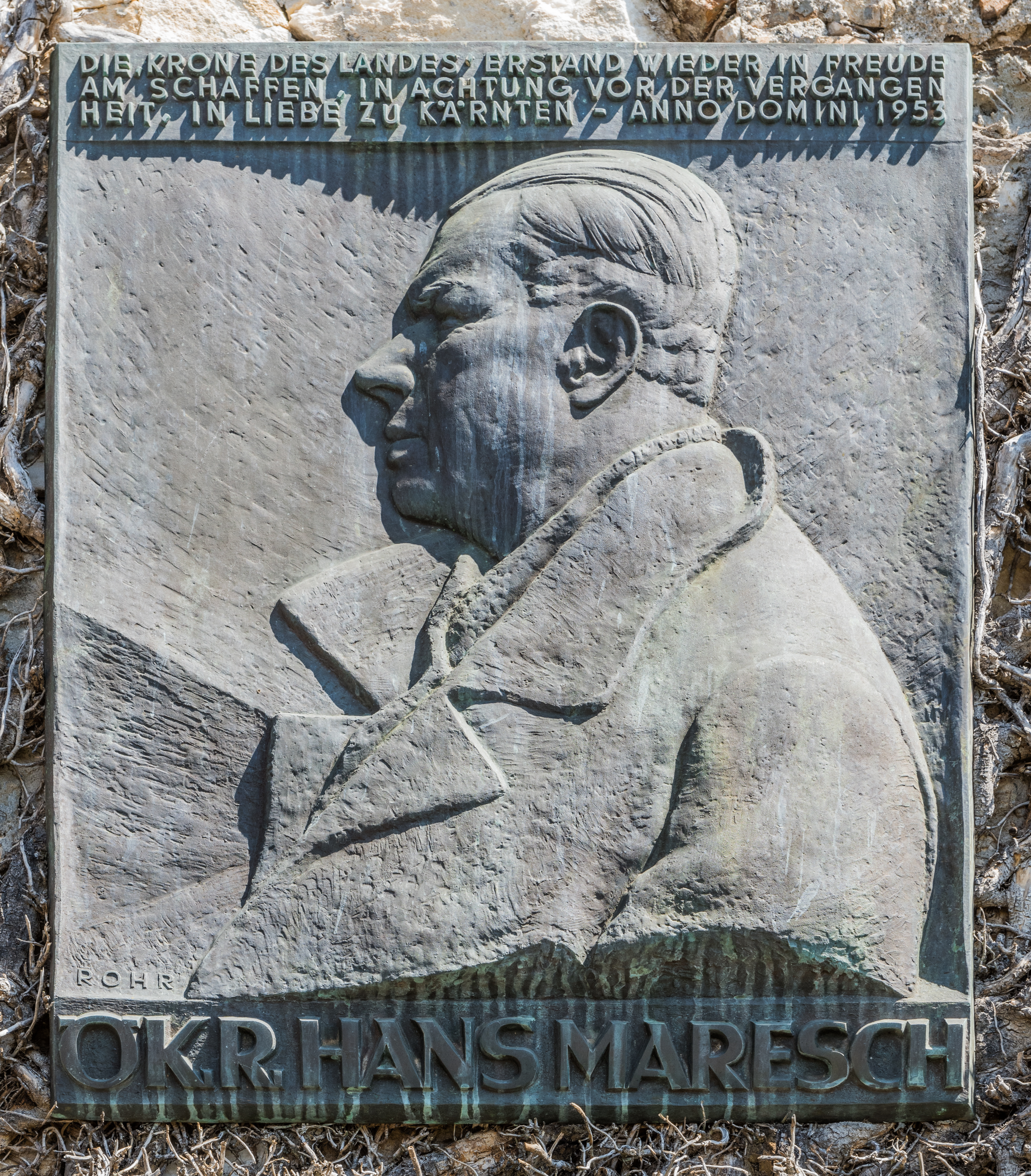
Gedenktafel für Hans Maresch
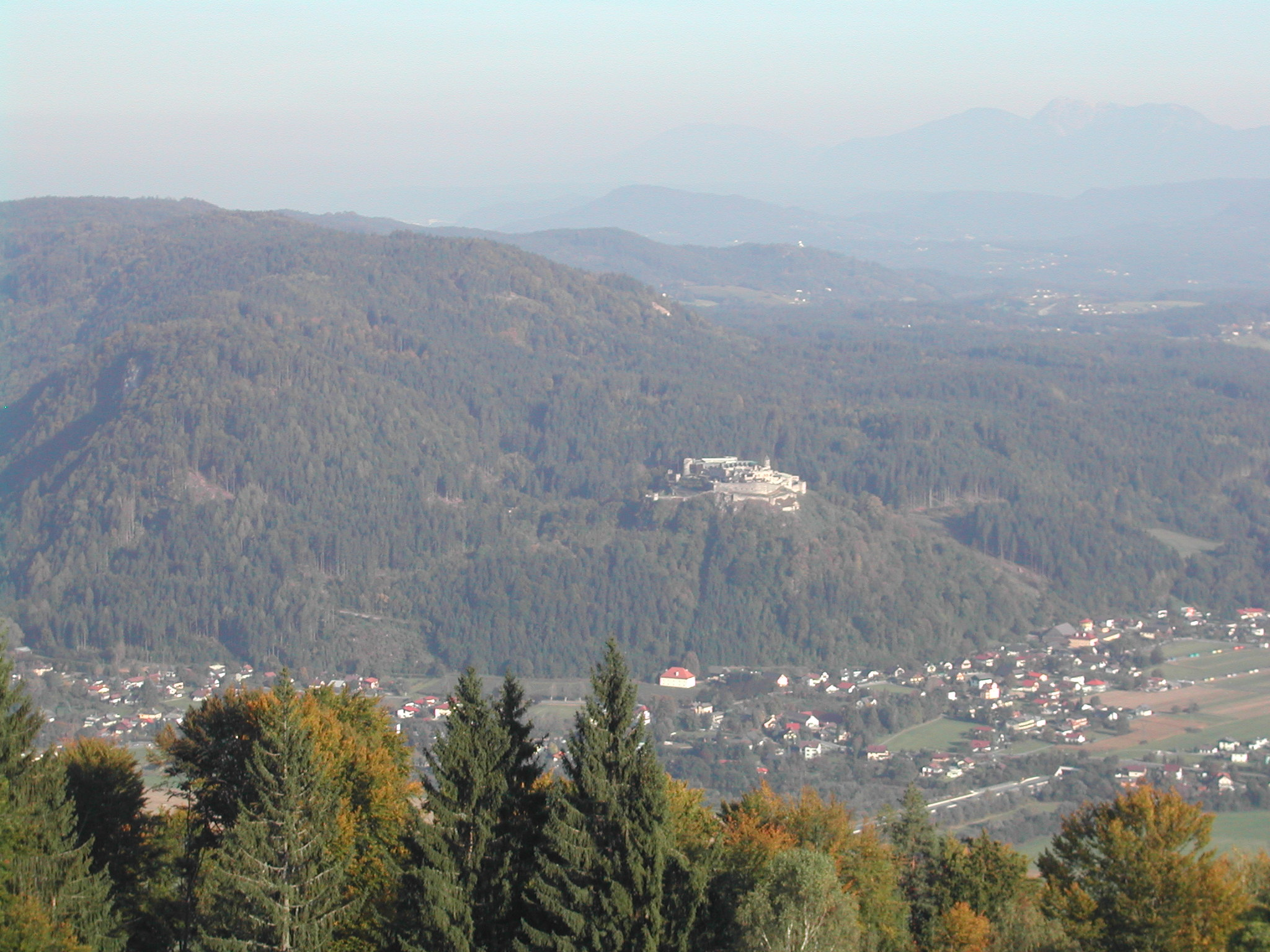
Blick zur Burg vom Oswaldiberg
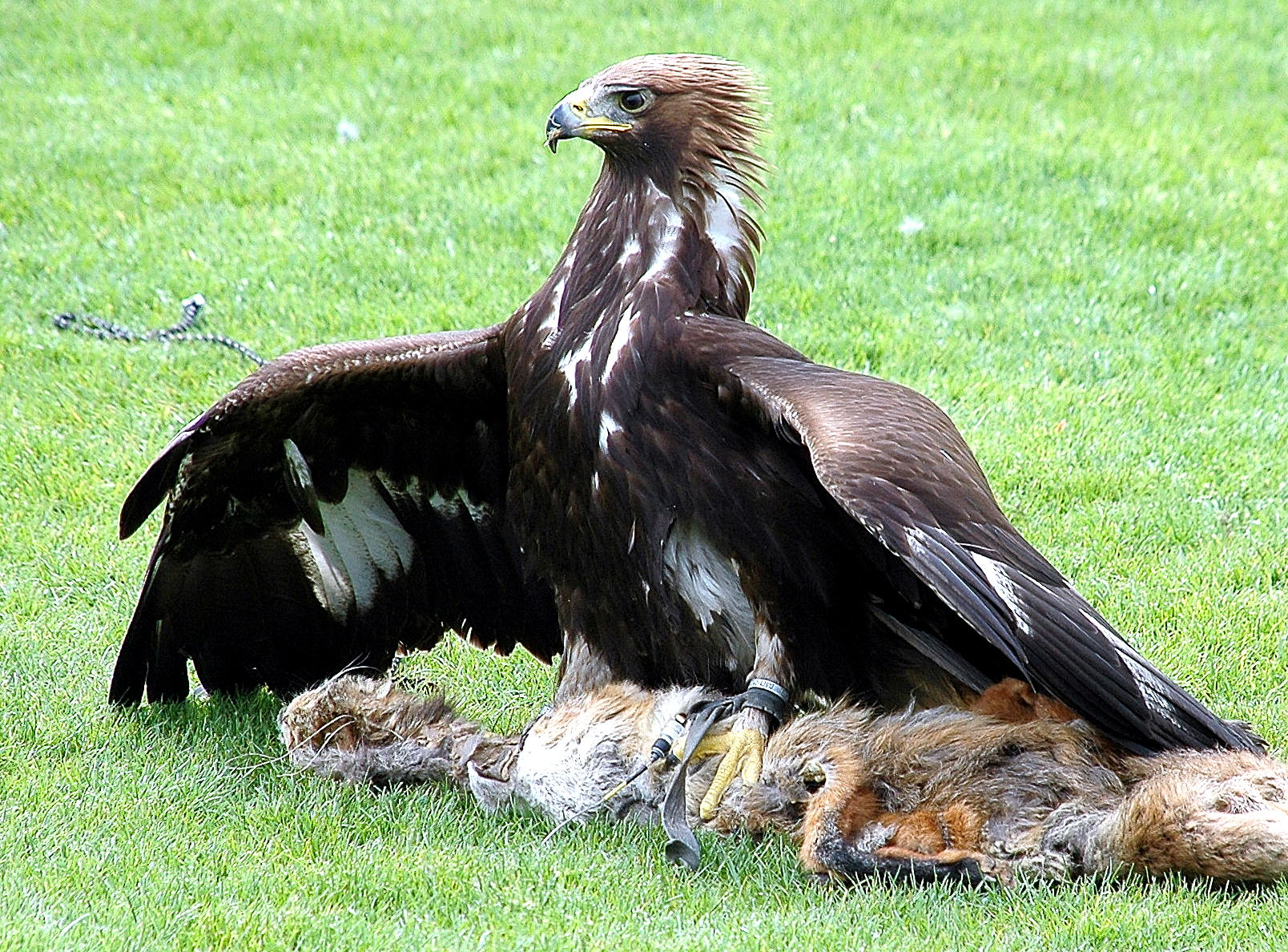
Steinadler in der Adler-Arena auf Landskron